# Neoleucopis orbiseta
Neoleucopis orbiseta är en tvåvingeart som beskrevs av Mcalpine 1971. Neoleucopis orbiseta ingår i släktet Neoleucopis, och familjen markflugor. Arten är reproducerande i Sverige.